# Compagnie malienne pour le développement du textile

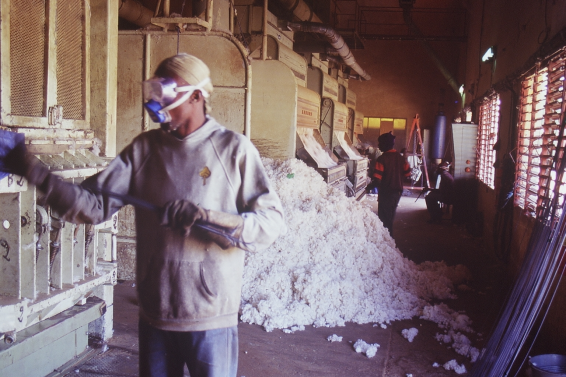
Usine de coton de la Compagnie malienne pour le développement du textile

La Compagnie malienne pour le développement du textile (CMDT) est une entreprise malienne d’État créée en 1974 pour gérer la filière coton. Elle est chargée d’organiser la production et la commercialisation du coton sur l’étendue du territoire malien. Elle possède plusieurs sites de production à travers le pays, notamment à Koutiala, Fana.

## Histoire
L'ancêtre de la société fut jusqu'en 1974 la Compagnie française pour le développement des fibres textiles (CFDT). Une quinzaine d'années après les indépendance de 1960, la plupart des pays transformèrent ses filiales en sociétés cotonnières, sur le modèle de sociétés d’économie mixte où la CFDT restait actionnaire: la Sodecoton au Cameroun, la Compagnie ivoirienne pour le développement des textiles (C.I.D.T) en Côte d'Ivoire, la Compagnie malienne pour le développement du textile au Mali, la CotonTchad au Tchad, la Société centrafricaine de développement agricole (Socada) en République centrafricaine, la Société togolaise du coton (Sotoco) au Togo, la Sodefitex au Sénégal, la Société nationale pour la promotion agricole (Sonapra) au Bénin et la Société Burkinabè des Fibres Textiles (Sofitex) en Haute-Volta. Chacune de ces sociétés va contribuer à la multiplication par cinq de la production de coton en Afrique francophone, entre 1980 et 2004.
Partiellement privatisée (DAGRIS, Développement des Agro-Industries du Sud, ancienne Compagnie française pour le développement du textile, détient 40 % du capital), sa privatisation totale est programmée pour 2008. Cette privatisation, exigée par le Fonds monétaire international (FMI) est rejetée par les paysans et leur organisation. Le Forum des peuples réuni à Fana (Mali) a lancé en juillet 2005 une pétition réclamant l’abandon de la privatisation de la CMDT.
La CMDT a inauguré le 18 juin 2005 une nouvelle usine d’égrenage à Ouéléssébougou, dans la zone Office de la haute vallée du Niger (OHVN), d’une capacité de 230 tonnes par jour. Avec cette nouvelle usine, la capacité totale d'égrenage de la CMDT atteint 575 000 tonnes de fibre par an.
En 2006, la commercialisation du coton par la CMDT a été déficitaire de 27 milliards de francs CFA, contre 43 milliards en 2005. Pour les administrateurs de la CMDT, ce déficit s’explique par la baisse mondiale du cours du coton et le recul du dollar face à l’euro. Le franc CFA est en effet lié à l’euro par une parité fixe.

## Production
La production de coton de la zone franc, en tonnes (sources : Compagnie Française pour le Développement des Textiles/Dagris)
| Année      | 1950   | 1960   | 1980        | 1990      | 2000       | 2004         | 2008        |
| Production | 100000 | 200000 | 1/2 million | 1 million | 2 millions | 2,6 millions | 1,3 million |

## Filiales et usines
La CMDT était organisée en quatre filiales Sud, Nord-Est, Centre, Ouest et un Office de Classement du Coton (OCC) basé à Koutiala jusqu'à la fin 2024. La filiale Ouest sa compte deux usines d'égrenages à Kita et Kokofata. 
La CMDT Centre a son siège à Fana et dispose de quatre usines d’égrenage situées à Dioîla, Fana, Bamako et Ouélessebougou.
La filiale Sud a son siège à Sikasso, elle compte 6 usines d'égrenage, deux à  Sikasso, deux à Bougouni, une à Koumantou et une à Kignan. La filiale Nord-Est basée à Koutiala, compte 4 usines d'égrenage à Koutiala et une à Kimparana et une à Karangana.

## Secteurs cotonniers
La CMDT Ouest compte 5 secteurs cotonniers : Kita, Sébékoro, Djidian, Kokofata et Sagabary.